# Heinz Kiehl
Heinz Kiehl (ur. 6 czerwca 1943 w Oggersheim, zm. 26 lipca 2016 w Ludwigshafen am Rhein) – zachodnioniemiecki zapaśnik walczący w obu stylach. Dwukrotny olimpijczyk. Brązowy medalista z Tokio 1964 w stylu klasycznym i siódmy w stylu wolnym. Odpadł w eliminacjach w Meksyku 1968 w obu stylach. Walczył w kategorii 97 – 100 kg.
Dziewiąty na mistrzostwach świata w 1963. Czwarty na mistrzostwach Europy w 1967 roku.
Mistrz RFN w latach 1964-1968 i 1970; drugi w 1963; trzeci w 1962 w stylu klasycznym. Mistrz w stylu wolnym w latach 1963-1967; drugi w 1970; trzeci w 1968 roku.